# Gli assassini scendono in strada
Gli assassini scendono in strada (Убийцы выходят на дорогу, Ubiytsi vikhodyat na dorogu) è un film del 1942 diretto da Vsevolod Pudovkin e Jurij Tarič.
Pellicola sovietica basata sull'opera teatrale Terrore e miseria del Terzo Reich di Bertolt Brecht.